# Epiphthora
Epiphthora är ett släkte av fjärilar. Epiphthora ingår i familjen stävmalar.
Kladogram enligt Catalogue of Life:
| Epiphthora | \| \| Epiphthora melanombra \| \| \| \| \| \| Epiphthora nivea \| \| \| \| |
|            | \| \| Epiphthora melanombra \| \| \| \| \| \| Epiphthora nivea \| \| \| \| |
|            | Epiphthora melanombra                                                      |
|            |                                                                            |
|            | Epiphthora nivea                                                           |
|            |                                                                            |